# Охновые
Охновые (лат. Ochnaceae) — семейство цветковых растений в составе порядка Мальпигиецветные, распространённых в тропиках и субтропиках всего мира. Число родов — около тридцати пяти, число видов — около шестисот. Большей частью деревья и кустарники, иногда встречаются полукустарники и травы.
Практическое значение имеют несколько африканских видов этого семейства, являющиеся источником ценной древесины. Некоторые виды выращивают как декоративные растения.

## Название
|                   |
| Sauvagesia erecta |

Синонимы:
- Euthemidaceae Tiegh., nom. inval. — Эвтемисовые
- Lophiraceae Loudon — Лофировые
- Luxemburgiaceae Tiegh. — Люксембургиевые
- Sauvagesiaceae Dumort. — Соважезиевые
- Simabaceae Horan.
- Wallaceaceae Tiegh. ex Soler., nom. inval.

## Распространение
Ареал семейства охватывает Южную и Центральную Америку, Африку от тропических экваториальных областей до самого юга континента; Южную и Юго-Восточной Азии, индонезийские острова, а также северо-восток Австралии. Типичное местообитание охновых — влажные тропические леса.
Наибольшее видовое разнообразие наблюдается в Южной Америке.

## Биологическое описание
Большинство охновых — кустарники и деревья (представители рода Lophira достигают 50 м в высоту и 2 м в диаметре). Некоторые виды — полукустарники (например, Adenarake) и травы.
В семействе имеются как вечнозелёные, так и листопадные растения. Листья с черешком, иногда кожистые (например, в роде Ochna). Листья за редким исключение простые, но бывают и исключения (например, у растений из рода Godoya листья перистые).
Цветки обоеполые.
У одних охновых эндосперм в семенах присутствует (роды Godoya, Luxemburgia, Sauvagesia), у других нет (роды Elvasia, Lophira, Ochna).

## Использование
В практическом отношении наибольшее значение имеют африканские виды из рода Лофира, являющиеся источником ценной древесины. Древесина лофиры крылатой (Lophira alata) имеет очень высокую устойчивость против насекомых и грибков, а потому находит применение в качестве строительного материала там, где требуется прочность и устойчивость против гниения: столбов заборов, ступенек лестниц, ручек инструментов.
Некоторые охновые используются как декоративные растения — в первую очередь это относится к растениям из рода охна (Ochna). Их ценят в первую очередь за яркую красно-бронзовую окраску молодых листьев.

## Классификация

### Таксономическое положение
Согласно системе классификации APG II (2003) Охновые включены в порядок Мальпигиецветные (Malpighiales) в составе группы эврозиды I.
Таксономическая схема
|  |                                                                              |                                                                              |                                                                              |                                                                              | |                                                                              |                                                                              |                                                                              | |                                                                              |                                                                              |  |                   |  |  |  |
|  | царство Растения                                                             |                                                                              |                                                                              |                                                                              | |                                                                              |                                                                              |                                                                              | |                                                                              |                                                                              |  |                   |  |  |  |
|  |                                                                              |                                                                              |                                                                              |                                                                              | |                                                                              |                                                                              |                                                                              | |                                                                              |                                                                              |  |                   |  |  |  |
|  | отдел Цветковые, или Покрытосеменные (классификация согласно Системе APG II) | отдел Цветковые, или Покрытосеменные (классификация согласно Системе APG II) | отдел Цветковые, или Покрытосеменные (классификация согласно Системе APG II) | отдел Цветковые, или Покрытосеменные (классификация согласно Системе APG II) | отдел Цветковые, или Покрытосеменные (классификация согласно Системе APG II)                                                                          | отдел Цветковые, или Покрытосеменные (классификация согласно Системе APG II) | отдел Цветковые, или Покрытосеменные (классификация согласно Системе APG II) | отдел Цветковые, или Покрытосеменные (классификация согласно Системе APG II) | отдел Цветковые, или Покрытосеменные (классификация согласно Системе APG II)                                                                                               | отдел Цветковые, или Покрытосеменные (классификация согласно Системе APG II) | отдел Цветковые, или Покрытосеменные (классификация согласно Системе APG II) |  | ещё 13-16 отделов |  |  |  |
|  |                                                                              |                                                                              |                                                                              |                                                                              | |                                                                              |                                                                              |                                                                              | |                                                                              |                                                                              |  | ещё 13-16 отделов |  |  |  |
|  | порядок Мальпигиецветные                                                     | порядок Мальпигиецветные                                                     | порядок Мальпигиецветные                                                     | порядок Мальпигиецветные                                                     | порядок Мальпигиецветные | порядок Мальпигиецветные                                                     | порядок Мальпигиецветные                                                     |                                                                              | ещё 44 порядка цветковых растений, из которых к мальпигиецветным наиболее близки Бересклетоцветные, Бобовоцветные, Букоцветные, Кисличноцветные, Розоцветные, Тыквоцветные |                                                                              |                                                                              |  | ещё 13-16 отделов |  |  |  |
|  |                                                                              |                                                                              |                                                                              |                                                                              | |                                                                              |                                                                              |                                                                              | ещё 44 порядка цветковых растений, из которых к мальпигиецветным наиболее близки Бересклетоцветные, Бобовоцветные, Букоцветные, Кисличноцветные, Розоцветные, Тыквоцветные |                                                                              |                                                                              |  | ещё 13-16 отделов |  |  |  |
|  | семейство Охновые                                                            | семейство Охновые                                                            | семейство Охновые                                                            |                                                                              | ещё 36 семейств, в том числе Ахариевые, Зверобойные, Ивовые, Льновые, Мальпигиевые, Молочайные, Страстоцветные, Тёрнеровые, Фиалковые, Хризобалановые |                                                                              |                                                                              |                                                                              | ещё 44 порядка цветковых растений, из которых к мальпигиецветным наиболее близки Бересклетоцветные, Бобовоцветные, Букоцветные, Кисличноцветные, Розоцветные, Тыквоцветные |                                                                              |                                                                              |  | ещё 13-16 отделов |  |  |  |
|  |                                                                              |                                                                              |                                                                              |                                                                              | ещё 36 семейств, в том числе Ахариевые, Зверобойные, Ивовые, Льновые, Мальпигиевые, Молочайные, Страстоцветные, Тёрнеровые, Фиалковые, Хризобалановые |                                                                              |                                                                              |                                                                              | ещё 44 порядка цветковых растений, из которых к мальпигиецветным наиболее близки Бересклетоцветные, Бобовоцветные, Букоцветные, Кисличноцветные, Розоцветные, Тыквоцветные |                                                                              |                                                                              |  | ещё 13-16 отделов |  |  |  |
|  | около 35 родов, включающих 600 видов                                         |                                                                              |                                                                              |                                                                              | ещё 36 семейств, в том числе Ахариевые, Зверобойные, Ивовые, Льновые, Мальпигиевые, Молочайные, Страстоцветные, Тёрнеровые, Фиалковые, Хризобалановые |                                                                              |                                                                              |                                                                              | ещё 44 порядка цветковых растений, из которых к мальпигиецветным наиболее близки Бересклетоцветные, Бобовоцветные, Букоцветные, Кисличноцветные, Розоцветные, Тыквоцветные |                                                                              |                                                                              |  | ещё 13-16 отделов |  |  |  |
|  |                                                                              |                                                                              |                                                                              |                                                                              | ещё 36 семейств, в том числе Ахариевые, Зверобойные, Ивовые, Льновые, Мальпигиевые, Молочайные, Страстоцветные, Тёрнеровые, Фиалковые, Хризобалановые |                                                                              |                                                                              |                                                                              | ещё 44 порядка цветковых растений, из которых к мальпигиецветным наиболее близки Бересклетоцветные, Бобовоцветные, Букоцветные, Кисличноцветные, Розоцветные, Тыквоцветные |                                                                              |                                                                              |  | ещё 13-16 отделов |  |  |  |
|  |                                                                              |                                                                              |                                                                              |                                                                              | |                                                                              |                                                                              |                                                                              | ещё 44 порядка цветковых растений, из которых к мальпигиецветным наиболее близки Бересклетоцветные, Бобовоцветные, Букоцветные, Кисличноцветные, Розоцветные, Тыквоцветные |                                                                              |                                                                              |  | ещё 13-16 отделов |  |  |  |
|  |                                                                              |                                                                              |                                                                              |                                                                              | |                                                                              |                                                                              |                                                                              | |                                                                              |                                                                              |  | ещё 13-16 отделов |  |  |  |
|  |                                                                              |                                                                              |                                                                              |                                                                              | |                                                                              |                                                                              |                                                                              | |                                                                              |                                                                              |  |                   |  |  |  |
|  |                                                                              |                                                                              |                                                                              |                                                                              | |                                                                              |                                                                              |                                                                              | |                                                                              |                                                                              |  |                   |  |  |  |

В более ранних системах семейство Охновые (Ochnaceae) обычно включали в порядок Чайные (Theales).

### Роды
Общее число родов — около тридцати пяти, общее число видов — около шестисот.
Список родов семейства Охновые
- Список составлен по данным сайта GRIN[3].
- Возможна прямая и обратная сортировка по всем колонкам.
- В конце последней колонки приведена ссылка на персональную страницу таксона на сайте GRIN

| Научное название                                    | Русское название, дополнительная информация |
| --------------------------------------------------- | --- |
| Adenanthe Maguire, Steyerm. & Wurdack               | Аденанте. Олиготипный род небольших деревьев или кустарников из Гайаны и Венесуэлы. |
| Adenarake Maguire & Wurdack                         | Аденараке. Олиготипный род полукустарников из Венесуэлы. |
| Blastemanthus Planch.                               | Бластемантус. Олиготипный род из Венесуэлы, Гайаны и Бразилии. |
| Brackenridgea A.Gray                                | яяя |
| Camptouratea Tiegh. = Ouratea Aubl.                 | яяя |
| Campylospermum Tiegh.                               | яяя |
| Cespedesia Goudot                                   | яяя |
| Charidion Bong. = Luxemburgia A.St.-Hil.            | яяя |
| Diporidium H.L.Wendl. = Ochna L.                    | яяя |
| Distephania Gagnep. = Indosinia J.E.Vidal           | яяя |
| Elvasia DC.                                         | Эльвазия. |
| Epiblepharis Tiegh. = Luxemburgia A.St.-Hil.        | яяя |
| Euthemis Jack                                       | Эвтемис. |
| Fleurydora A.Chev.                                  | яяя |
| Fournieria Tiegh. = Cespedesia Goudot               | яяя |
| Godoya Ruiz & Pav.                                  | Годойя. |
| Gomphia Schreb. = Ouratea Aubl.                     | яяя |
| Hilairella Tiegh. = Luxemburgia A.St.-Hil.          | яяя |
| Hostmannia Planch. = Elvasia DC.                    | яяя |
| Idertia Farron                                      | яяя |
| Indosinia J.E.Vidal                                 | яяя |
| Indovethia Boerl.                                   | яяя |
| Kaieteurea Dwyer = Ouratea Aubl.                    | яяя |
| Kaieteuria Dwyer = Ouratea Aubl.                    | яяя |
| Krukoviella A.C.Sm.                                 | яяя |
| Lauradia Vand. = Sauvagesia L.                      | яяя |
| Lavradia Vell. ex Vand. = Sauvagesia L.             | Лаврадия. |
| Leitgebia Eichler = Sauvagesia L.                   | Лейтгебия. |
| Lophira Banks ex C.F.Gaertn.                        | Лофира. Два вида африканских деревьев высотой до 50 м. Лофира крылатая (Lophira alata), — источник ценной древесины. |
| Luxemburgia A.St.-Hil.                              | Люксембургия. Около 20 видов деревьев и кустарников, встречающихся только в Бразилии. Цветки - с жёлтым венчиком и характерным соединением тычинок в полукольцо вокруг завязи.                                              |
| Neckia Korth. = Sauvagesia L.                       | яяя |
| Ochna L.typus                                       | Охна. Около ста видов вечнозелёных и листопадных растений из тропиков и субтропиков Африки и Азии. Невысокие деревья и кустарники с жёлтыми цветками, похожими на цветки зверобоя. Используются в декоративном садоводстве. |
| Ouratea Aubl.                                       | Уратея. Около трёхсот видов из Южной Америки. Наиболее известна Уратея мелкоцветковая (Ourathea parviflora), из плодов которой получают пищевое масло.                                                                      |
| Pentaspatella Gleason = Sauvagesia L.               | яяя |
| Periblepharis Tiegh. = Luxemburgia A.St.-Hil.       | яяя |
| Perissocarpa Steyerm. & Maguire                     | яяя |
| Philacra Dwyer                                      | яяя |
| Planchonella Tiegh. = Krukoviella A.C.Sm.           | яяя |
| Plectanthera Mart. & Zucc. = Luxemburgia A.St.-Hil. | яяя |
| Pleuroridgea Tiegh. = Brackenridgea A.Gray          | яяя |
| Poecilandra Tul.                                    | яяя |
| Rhabdophyllum Tiegh.                                | яяя |
| Rhytidanthera Tiegh.                                | яяя |
| Roraimanthus Gleason = Sauvagesia L.                | яяя |
| Sauvagesia L.                                       | Соважезия. Около 50 видов древесных и травянистых растений, растущих в тропических регионах Африки, Южной и Северной Америки.                                                                                               |
| Schuurmansia Blume                                  | Шурмансия. |
| Schuurmansiella Hallier f.                          | яяя |
| Sinia Diels                                         | яяя |
| Testulea Pellegr.                                   | яяя |
| Trichovaselia Tiegh. = Elvasia DC.                  | яяя |
| Tyleria Gleason                                     | яяя |
| Vaselia Tiegh. = Elvasia DC.                        | яяя |
| Vausagesia Baill. = Sauvagesia L.                   | яяя |
| Wallacea Spruce ex Benth. & Hook.f.                 | яяя |

|                                                                                       |  |  |
| Слева направо: Campylospermum serratum, Ochna pulchra, Campylospermum schoenleinianum |  |  |

Ранее в семейство Охновые также помещали:
- род Diegodendron Capuron; сейчас он включён в семейство Биксовые (Bixaceae);
- род Strasburgeria Baill. — Страсбургерия; сейчас род выделен в семейство Страсбургериевые (Strasburgeriaceae).